# Veilly
Veilly település Franciaországban, Côte-d’Or megyében. Lakosainak száma 56 fő (2022. január 1.). Veilly Culètre, Auxant, Bessey-la-Cour, Foissy és Thomirey községekkel határos.

## Népesség
A település népessége az elmúlt években az alábbi módon változott:
| Lakosok száma | 66   | 60   | 59   | 49   | 59   | 47   | 41   | 49   | 53   | 56   |
|               | 1968 | 1982 | 1990 | 2006 | 2013 | 2015 | 2017 | 2019 | 2020 | 2022 |